# Arrest Ogem II
Het arrest Ogem II (HR 10 januari 1990, NJ 1990/466), ook aangeduid als Ogem-arrest is een baanbrekend arrest van de Nederlandse Hoge Raad dat van belang is voor het enquêterecht bij kapitaalvennootschappen.

## Casus
Ogem Holding NV was een energie- en bouwbedrijf. De zaken gaan niet goed. Op 28 juli 1983 verzoeken vier aandeelhouders van Ogem alsmede de Vereniging van Effectenbezitters de ondernemingskamer om het instellen van een enquête naar het beleid en de gang van zaken bij Ogem in de periode 1970-1983. Zij doen dat op basis van het enquêterecht (2:344-359 BW). Op 1 november 1983 wordt Ogem failliet verklaard. Op 22 december 1983 gelast de ondernemingskamer het onderzoek waar de aandeelhouders om gevraagd hadden – de uitspraak Ogem I (OK 22-12-1983, NJ 1985, 383).

## Rechtsvraag
Het enquêterecht lijkt vooral bedoeld om bij gebleken wanbeleid voorzieningen te treffen zoals het aanstellen van tijdelijke bestuurders of vernietigen van besluiten (2:355-357 BW). In geval van (dreigend) faillissement zijn dergelijke voorzieningen niet meer mogelijk of niet meer zinvol.
In deze complexe zaak is vooral de volgende vraag van belang voor de rechtsvorming: kan er om een enquête worden verzocht op het moment dat een vennootschap al failliet is verklaard? En wat is het doel en de strekking van het enquêterecht?

## De Hoge Raad
De Hoge Raad stelt:

4.1. (...) dat de wetgever blijkens de ontstaansgeschiedenis van de regeling van het enquêterecht (...) als doeleinden van een enquête niet slechts heeft beschouwd de sanering van en het herstel van gezonde verhoudingen door maatregelen van reorganisatorische aard binnen de onderneming van de betrokken rechtspersoon, maar tevens de opening van zaken en de vaststelling bij wie de verantwoordelijkheid berust voor mogelijk blijkend wanbeleid, terwijl bovendien van de mogelijkheid van de instelling van een enquête een preventieve werking zou kunnen uitgaan. Dit brengt mede dat het de [ondernemingskamer (OK)] vrijstaat om in voorkomende gevallen te volstaan met de uitspraak dat gebleken is van wanbeleid bij de betrokken rechtspersoon, zonder tevens (...) voorzieningen te treffen.

Het gegeven dat de rechtspersoon surseance van betaling heeft verkregen of in staat van faillissement verklaard is, sluit de mogelijkheid van enquête derhalve niet uit.
Tevens is relevant de rechtsoverweging 7.3, waarin de Hoge Raad aangeeft dat er sprake is van wanbeleid, wanneer er wordt gehandeld in strijd met 'elementaire beginselen van verantwoord ondernemerschap'. 

## Relevantie
Het Ogem II-arrest is van belang voor het enquêterecht bij een faillerende vennootschap. Het feit dat de vennootschap failliet is of dreigt te gaan, doet aan de mogelijkheid van een enquêterecht niet af. Naast het treffen van voorzieningen kan een dergelijk onderzoek namelijk ook een verklaring opleveren dat sprake is geweest van wanbeleid.